# Girl on a Bicycle

Girl on a Bicycle est un film allemand réalisé par Jeremy Leven et sorti en 2013.

## Fiche technique
- Titre original : Liebe und andere Turbulenzen
- Réalisation : Jeremy Leven
- Scénario : Jeremy Leven
- Production : 	Quirin Berg, Max Wiedemann
- Distributeur : Warner Bros.
- Costumes : Catherine Leterrier
- Cascades : Olivier Schneider
- Photographie : Robert Fraisse
- Musique : 	Craig Richey
- Montage :	Michael Trent
- Durée : 101 min[1]
- Date de sortie: 
  - Allemagne : 7 mars 2013

## Distribution
- Nora Tschirner : Greta
- Vincenzo Amato : Paolo
- Paddy Considine : Derek
- Louise Monot : Cecile
- Christine Citti : Dominique
- Stéphane Debac : Francois
- Chiara de Luca : policière
- Héloïse Godet
- Miren Pradier : une infirmière